# ميناكو أوبا
ميناكو أوبا (باليابانية: 大庭みな子) (11 نوفمبر 1930، طوكيو في اليابان - 24 مايو 2007)؛ شاعرة، كاتِبة، مترجمة وروائية يابانية.

## الجوائز
- جائزة أكوتاغاوا